# Grindstedværket
I/S Grindstedværket blev grundlagt i Grindsted i 1924 af cand. polyt. Chr. Lundsgaard og producerede dengang primært organiske kemikalier.
Virksomheden havde i midten af 1960'erne næsten 600 ansatte og var da byens største industrivirksomhed.

## Historie
Produktionen på den grund, hvor Grindstedværket A/S ligger, begyndte i 1914. Produktion af dels medicinalvarer, dels hjælpestoffer til næringsmiddelindustrien indledtes i 1924.
Følgende er et citat: 
"Kemisk ingeniør Chr. Lundsgård købte den 1. maj 1924 en nedlagt benzolfabrik i den nordøstlige udkant af Grindsted, nogle forladte bygninger, som han ville bruge til sine eksperimenter. Han var en idé- og initiativrig mand i 40-erne. Han var før 2. verdenskrig ved at komme godt i gang, havde en halv snes mand beskæftiget, men trængte til mere husrum. Han så sig om efter en mand, der kunne tage sig af nybyggeriet. Gennem hans kone, kommer han i kontakt med svogeren Niels Richard Larsen, en snedker- og tømrermester fra Norup ved Mariager. De enedes om betingelserne, og han gik i juni 1937 sporenstregs i gang med at aflaste ham ved hans igangværende nyanlæg.
Chr. Lundsgård, dette for øvrigt prægtige menneske sled sig selv op i sit arbejde. Han undte sig ingen hvile, og alt hvad han tjente blev sat i nybygninger og apparatur. Desværre var han også blevet afhængig af cigaretrygning.
I foråret 1938 blev Chr. Lundsgaard syg, fik lungebetændelse og døde lige som han var kommet godt i gang med fabrikation af sine nyopfundne produkter, medikamenter, hvoraf må fremhæves Nicordamin, en hjertemedicin, hvis tilstedeværelse udelukkende skyldes hans initiativ. Han havde en opfinders evne til at skære igennem – skyde genvej – med sine eksperimenter, så produktet blev billiggjort. Han blev nævnt som sin tids dygtigste kemiker.
Nu stod virksomheden uden nogen egentlig leder. De Danske Spritfabrikker (senere Danisco) blev interesserede, og der blev d. 10. marts 1939 dannet et aktieselskab med aktiemajoriteten på spritfabrikernes hænder. Fra nu af kom der endnu mere fart over feltet.
Niels Richard Larsen (tidl. ansat af svogeren, Lundsgaard selv) fik, for sin part, hænderne fulde med at projektere og opføre nye fabriksbygninger. På snedkerværkstedet fik de snedkerimaskiner og et par mand mere ansat, idet de så også lavede inventar til de nybyggede laboratorier og fabriker. I de 19 år, hr. Larsen var tilknyttet værket, fik han en tilfredsstillende tid, idet der var brug for hans evner og virketrang."

Produktion af emulgatorer begyndte i Grindsted i 1930'erne. Emulgatorer binder olie og vand, og i fødevareindustrien bruges de blandt andet til at give brød en god krummestruktur med en hårdere skorpe, til at få mayonnaise til at hænge sammen og til at give is den rette konsistens. I 1964 investerede man i en ny teknologi til produktion af destilleret monoglycerid, der er den vigtigste bestanddel i Daniscos emulgatorer, og siden udvidede man anlæggene yderligere.
Virksomheden blev i 1939 overtaget af Danisco, og der fokuseredes herefter på produktion af blandt andet nervepiller, sovepiller og hovedpinetabletter. Virksomheden blev i de følgende årtier udvidet og var i midten af 1950’erne vokset til en af byens største virksomheder med stor økonomisk betydning for lokalbefolkningen.
Produktionen medførte skabelse af affaldsstoffer (restprodukter) samt spildevand. I perioden 1934-1962 blev der i en nedlagt jernbanegrav nord for fabriksgrunden (kaldet banegravsdepotet) deponeret restprodukter i form af faste stoffer fra produktionen på virksomheden. Depotet indeholder blandt andet aktivt kul med stort indhold af kemikalier, gipsaffald indeholdende ca. 2 tons kviksølv samt stoffer fra virksomhedens bundfældningsanlæg for spildevand. Spildevandsafledningen fra virksomheden skete i perioden 1924-1960 gennem en afløbsgrøft syd for fabriksgrunden til Grindsted Å. Den sydlige del af afløbsgrøften blev rørlagt i 1960, mens den nordlige del blev rørlagt i 1975.

## Ejerskab
Danisco overtog Grindstedværket i 1939. Det skiftede navn til Grindsted Products i 1980. Danisco blev 10. juni 2011 overtaget af den amerikanske kemikoncern DuPont. Danisco i Grindsted indgik i DuPonts division Health & Nutrition og skiftede navn til DuPont 14. maj 2012, men produkterne fra Grindsted markedsføres stadig under navnet Danisco. DuPonts division for fødevarer og ingredienser fusionerede i februar 2021 med den amerikanske virksomhed International Flavors & Fragrances, hvorfor fabrikken nu bærer navnet IFF Grindsted.

## Forurening
Forureningen på fabriksgrunden hidrører fra tidligere tiders spild af råvarer og kemikalier, og består hovedsageligt af opløsningsmidler, sulfonamider og barbiturater. Der er nedstrøms fabriksgrunden (i sydvestlig retning) konstateret en omfattende forurening af det øvre grundvand med sulfonamider, barbiturater og klorerede opløsningsmidler og deres nedbrydningsprodukter.
I begyndelsen af 1950'erne stod det klart, at fabrikken ikke kunne blive ved med at lede spildevandet ud i Grindsted Å. Dels klagede lokale beboere over stanken fra spildevandet, og flere mente endda at både drikkevand og ørreder fra et nærliggende dambrug begyndte at få "Grindsted-smag". Derfor begyndte værkets ledelse at se sig om efter andre steder at dumpe spildevandet. Valget faldt på Kærgård Klitplantage ved Vesterhavet imellem strandene i Henne og Vejers. Midt i de grønklædte klitter blev der udgravet huller - kaldet gruber - til deponering af spildevandet, og 17. januar 1957 ankom den første tankbil med spildevand fra produktionen på Grindstedværket.
I alt er der deponeret omkring 286.000 kubikmeter spildevand i de seks gruber i Kærgård Klitplantage indeholdende op mod 1.200 forskellige stoffer - heriblandt kviksølv. Mange af stofferne er i løbet af årene sivet ned i grundvandet og ført med grundvandet ud på stranden. Her har der siden 1964 været badeforbud. Badeforbuddet er senere udvidet til at omfatte 1.400 meter af stranden. 
Dumpningen af spildevand fortsatte indtil 1973. 
I 1960'erne tænkte myndighederne ikke på de varige konsekvenser af forurening. Dengang gjaldt det om at holde udviklingen i gang, og derfor fik Grindstedværket tilladelse til at forurene ved at lede giftigt materiale direkte ud i naturen, enten via Grindsted Å eller i Kærgård Klitplantage.
Grindsted Engsø blev etableret i 1972 for at bundfælde forureningen. Søen er fortsat giftig.
I 1972 fik Grindstedværket den eneste tilladelse, der nogensinde er givet en dansk virksomhed, til at dumpe sit kemiske affald i Nordsøen fra kysttankskibet Grindal, der blev indkøbt til lejligheden. Dette førte dog til en mediestorm og massive folkelige protester, særligt fra fiskerne i Esbjerg, som blokerede for Grindal ved at lægge deres kuttere udenom skibet, mens det lå i Esbjerg Havn og var ved at få tanket sin første ladning med forurenet spildevand. Fiskerne frygtede at dumpningen af spildevandet ville ødelægge fiskenes gydepladser, og dermed ville gå alvorligt ud over fiskeriet. Resultatet af protesten blev at spildevandet i stedet skulle dumpes i Atlanterhavet, hvilket det blev gjort indtil der nogle år senere blev bygget et biologisk rensningsanlæg til spildevandet i Grindsted.
En dokumentarfilm om forureningsproblemet under Grindsted, "Jorden er giftig", blev i 2006 produceret af Michael Graversen, som er opvokset i Grindsted. 
I 2008 dokumenterede Fagbladet 3F (nyheden breakede først da DR's 21Søndag tog sagen op), at de ansatte i værkets B2-vitamin afdeling i 1960'erne og 1970'erne angiveligt ikke blev informeret om, at de prøver, der blev foretaget af mængden af kviksølv i deres blod og urin, i nogle tilfælde indeholdt væsentlig større koncentrationer end de tilladte grænseværdier. Ledelsen fik resultaterne, men skred ikke ind. Samme år gik Region Syddanmark i samarbejde med Miljøministeriet i gang med den omfattende opgave med at oprense forureningen i Kærgård Klitplantage. Siden er der opgravet i tusindvis af tons forurenet jord fra gruberne og sendt til rensning i Tyskland, Holland og NORD (det tidligere Kommunekemi i Nyborg, red.)
For at kunne fjerne badeforbuddet inden for en overskuelig årrække skal der en grundvandsoprensning til. Den er skønnet til at koste i omegnen af 100 mio. kr.
2018 kom det frem via nye målinger fra DTU at der hvert år strømmer 100 kg kræftfremkaldende vinylklorid ud i Grindsted Å og videre ned i Varde Å. Det er nedbrydningsprodukter fra forureningen. Oplysningerne har ført til fornyede krav om at få fjernet affaldsdepoterne der stadig ligger i Grindsted by. En undersøgelse af borgernes helbred viste ikke forhøjet risiko i 2021, men resultatet var omdiskuteret, og flere undersøgelser blev iværksat. I 2024 viste undersøgelser af 203 kronisk syge borgere at sygdomme generelt svarer til niveauet i tilsvarende byer, med små statistiske forskelle.

## Eksterne links
- Forureningskort

55°45′57″N 8°55′48″Ø / 55.76583°N 8.93000°Ø